# Uccisione di Ismāʿīl Haniyeh
L'uccisione di Ismāʿīl Haniyeh avvenne a Teheran il 31 luglio 2024. Il capo politico di Hamas è rimasto ucciso insieme alla sua guardia del corpo in un attacco attribuito a Israele.
Haniyeh è stato ucciso nel suo alloggio gestito da militari dei Pasdaran dopo aver partecipato alla cerimonia di insediamento del presidente iraniano Masoud Pezeshkian. Il 23 dicembre 2024, Israele ha ammesso di essere dietro all'assassinio di Ismail Haniyeh.
La causa della morte di Haniyeh è oggetto di indagine da parte del Corpo delle guardie della rivoluzione islamica (IRGC). Sono emersi rapporti diversi sul modo in cui è stato ucciso, da un attacco missilistico a un ordigno esplosivo fatto esplodere a distanza, precedentemente nascosto nella sua camera da letto presso la pensione gestita dall'IRGC.
Haniyeh è stato una figura di spicco all'interno di Hamas sin dalla fondazione dell'organizzazione nel 1987. In precedenza è stato primo ministro dell'Autorità Nazionale Palestinese e capo di Hamas nella Striscia di Gaza. Nel 2017 è stato eletto capo dell'Ufficio politico di Hamas. Haniyeh è stato il politico di Hamas di più alto rango ucciso dall'inizio della guerra Israele-Hamas.

## Contesto

### Ismail Haniyeh

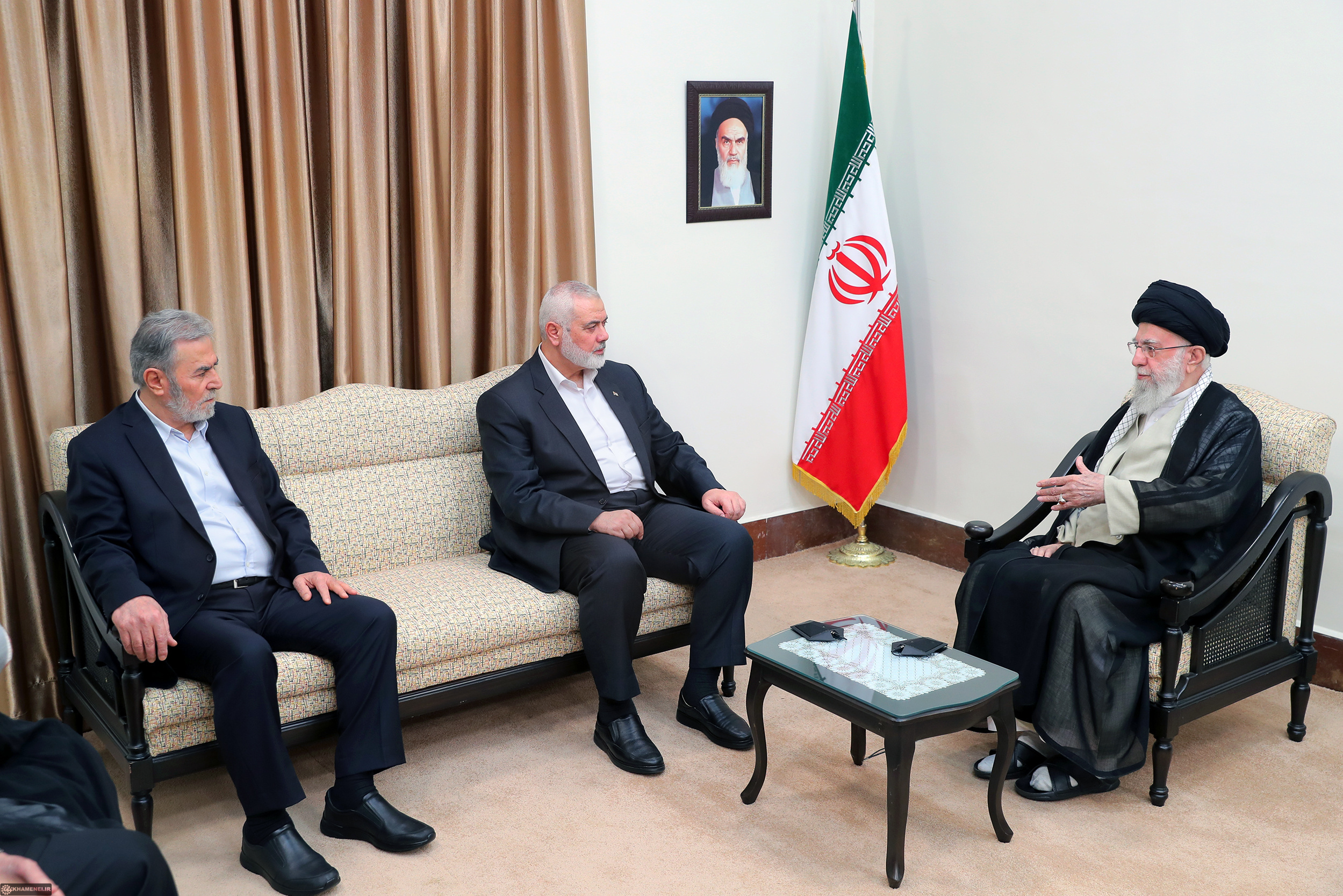
Haniyeh (al centro) incontra la Guida suprema dell'Iran Ali Khamenei (a destra) poche ore prima della sua morte

Haniyeh era il capo politico di Hamas, di cui è stato un membro di spicco sin dalla sua creazione, all'indomani della Prima intifada contro l'occupazione israeliana nel 1987, ed è stato eletto capo dell'ufficio politico di Hamas nel 2017. Viveva in Qatar da quando ha lasciato la Striscia di Gaza nel 2019.
Le riprese dal suo ufficio nella capitale del Qatar, Doha, hanno mostrato Haniyeh mentre celebrava gli attacchi di Hamas contro Israele del 7 ottobre con altri funzionari di Hamas, prima che pregassero e lodassero Dio. Secondo The Telegraph, Haniyeh è diventato il "volto pubblico" dell'attacco, descrivendolo pubblicamente come l'inizio di una nuova era nel conflitto israelo-palestinese. Nell'aprile 2024, tre dei suoi figli e quattro dei suoi nipoti sono stati uccisi da Israele nella Striscia di Gaza.
L'ultima immagine conosciuta di Haniyeh, riportata dai media iraniani, è stata scattata il 30 luglio, un giorno prima della sua morte, in una mostra in un parco a tema a Teheran con i punti di riferimento dell “asse della resistenza”. Nella foto, è accompagnato da Ziyad al-Nakhalah, leader del Movimento per il Jihad Islamico in Palestina, e da un gruppo di uomini in posa con un modello della Cupola della Roccia.

### Uccisioni di funzionari di Hamas
In risposta all’attacco condotto da Hamas contro Israele nel 2023, Israele ha dichiarato che avrebbe preso di mira i vertici di Hamas. Il 2 gennaio 2024, il deputato di Hamas Saleh al-Arouri è stato ucciso in un attacco aereo a Beirut. Il 13 luglio 2024, Israele ha ucciso il capo militare di Hamas Mohammed Deif, e le forze di difesa israeliane hanno annunciato la sua morte il 1º agosto. 
Poche ore prima della morte di Haniyeh, Israele ha annunciato l'uccisione di Fuad Shukr, un importante capo militare di Hezbollah a Beirut.

## Uccisione
Il rapporto iniziale sull'uccisione di Ismail Haniyeh è emerso dal Corpo delle Guardie rivoluzionarie islamiche iraniane (IRGC), che ha fornito dettagli limitati riguardo alle circostanze della sua morte, avvenuta all'inizio del 31 luglio e indicando che l'incidente era sotto indagine. Haniyeh era in Iran per partecipare all'inaugurazione del presidente Masoud Pezeshkian. Anche l'aiutante e guardia del corpo di Haniyeh, Wassim Abu Shaaban, è stato ucciso nell'attacco. Secondo Hamas, Haniyeh sarebbe stato ucciso da un "raid sionista " nella loro residenza. Israele ha rifiutato di fornire qualsiasi commento immediato.
Dopo la morte di Haniyeh, gli agenti di sicurezza iraniani hanno fatto irruzione nella pensione gestita dall'IRGC. Sono state arrestate più di due dozzine di persone, tra cui alti funzionari dell'intelligence e militari, nonché membri dello staff. Una squadra separata ha interrogato alti funzionari militari e dell'intelligence responsabili della salvaguardia della capitale, arrestandone diversi fino al completamento delle indagini.

### Posizione
Fars News ha affermato che l'attacco ha preso di mira "le residenze speciali per i veterani di guerra nel nord di Teheran",  ma ciò è stato contestato da Tasnim News. Secondo Amwaj.media, Haniyeh è stato ucciso nel Palazzo Saadabad, dove aveva inaspettatamente deciso di passare la notte. Secondo il New York Times, Haniyeh alloggiava in una pensione dell'IRGC nel complesso di Neshat, leggermente a nord-ovest di Sadabad. Un funzionario di Hamas ha detto alla BBC che Haniyeh era accompagnato da altri tre leader del gruppo nell'edificio. Ziyad al-Nakhalah alloggiava nella porta accanto, ma la sua stanza non era gravemente danneggiata. Il personale medico di stanza nel complesso si è immediatamente precipitato sul posto, ma ha trovato morti sia Haniyeh che Abu Shaaban.

### Metodo
Sono emersi rapporti divergenti su come Haniyeh è stato ucciso.
Un membro del Consiglio supremo di sicurezza nazionale iraniano ha detto ad Amwaj.media che un quadricottero è stato utilizzato per prendere di mira Haniyeh dopo che la sua posizione era stata rivelata dalle sue guardie del corpo.
Al Mayadeen, una testata libanese con stretti legami con Hezbollah, ha riferito che Haniyeh è stato colpito da un missile lanciato dall'esterno dell'Iran. Il canale israeliano Channel 12 e Sky News Arabia hanno riferito che l'uccisione è stato un attacco missilistico, ma è stato lanciato dall'interno dell'Iran.
Il New York Times, sulla base delle informazioni fornite da diversi funzionari mediorientali, tra cui due iraniani e un funzionario americano, ha riferito che Haniyeh sarebbe stato ucciso da un ordigno esplosivo, fatto esplodere a distanza, nascosto nella sua stanza.
In una conferenza stampa il 31 luglio, il funzionario di Hamas Khalil al-Hayya ha detto che "Haniyeh era visibile in pubblico, quindi la sua uccisione non è un risultato dell'intelligence... stiamo aspettando l'indagine completa da parte delle autorità iraniane".
Il 3 agosto, l'IRGC ha dichiarato che Haniyeh è stato ucciso con "un proiettile a corto raggio che trasportava circa 7 chilogrammi (15 lb) di materiali esplosivi" lanciato dall'esterno dell'edificio in cui alloggiava e accusava Israele di responsabilità nell'omicidio e gli Stati Uniti di fornire sostegno. Ha definito la storia del New York Times completamente inventata e un "omaggio a Goebbels".

## Funerale

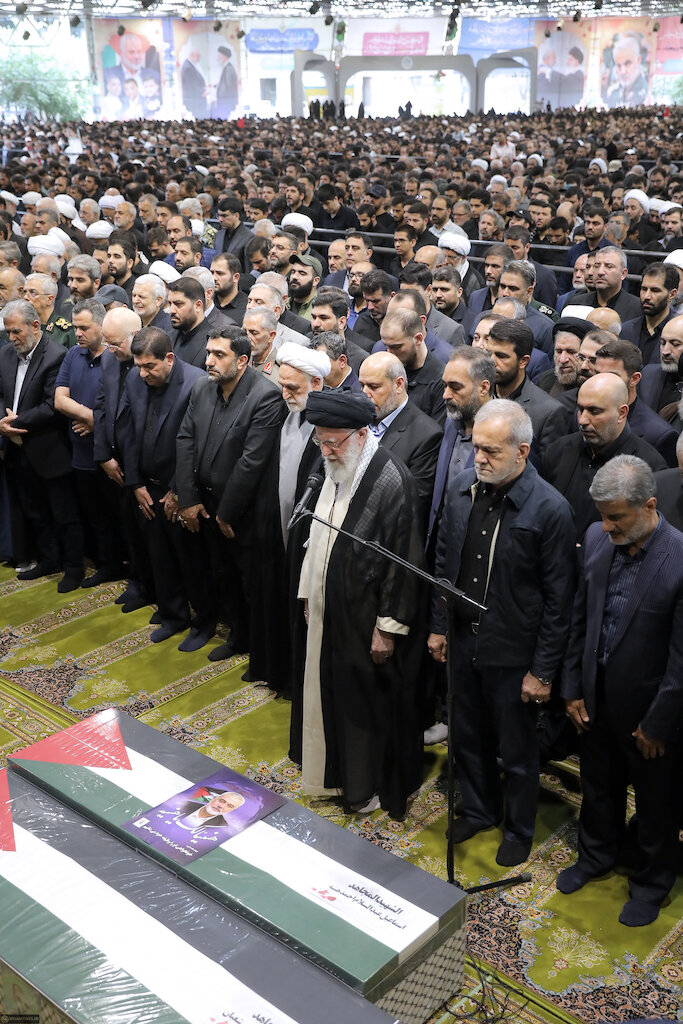
Il funerale di Haniyeh all'Università di Teheran con Ali Khamenei che guida la preghiera

Il 1º agosto si è tenuto il funerale per Haniyeh all'Università di Teheran, con la guida suprema iraniana Ali Khamenei che ha guidato le preghiere. Da lì, i corpi di Haniyeh e della sua guardia del corpo sono stati portati in un corteo di cinque chilometri fino a piazza Azadi. I resti di Haniyeh sono stati poi portati in Qatar per una cerimonia presso la moschea dell'Imam Muhammad ibn Abd al-Wahhab seguita dalla sepoltura a Lusail il 2 agosto. Tra coloro che hanno partecipato alla cerimonia in Qatar c'erano l'emiro del Qatar Sheikh Tamim bin Hamad Al Thani, il vicepresidente turco Cevdet Yilmaz, il ministro degli esteri Hakan Fidan e il membro dell'ufficio politico di Hamas Khalil al-Hayya. Erano presenti anche delegazioni diplomatiche del Pakistan e della Malesia, nonché rappresentanti di Fatah e della Jihad islamica palestinese.

## Conseguenze
La guida suprema dell'Iran Ali Khamenei ha ordinato un attacco diretto contro Israele in risposta all'uccisione. Il primo ministro israeliano Benjamin Netanyahu ha minacciato che Israele esigerà un prezzo elevato per qualsiasi aggressione.
Poche ore dopo l'annuncio della morte di Haniyeh, le Brigate al-Qassam hanno rivendicato la responsabilità di un attacco con arma da fuoco e accoltellamento vicino a Beit Einun, a nord di Hebron in Cisgiordania, che ha ferito gravemente un uomo israeliano. Hanno affermato che l'attacco era una rappresaglia per l'uccisione di Haniyeh e hanno indicato che ulteriori aggressioni si sarebbero verificate nell'area di Hebron. Il 4 agosto, due anziani civili israeliani sono stati uccisi in un attacco a coltellate a Holon da parte di un palestinese di Salfit. Hamas ha definito l'attacco come una "risposta naturale" all'"uccisione del capo del movimento Ismail Haniyeh", tra le altre ragioni.
Il segretario del Consiglio di sicurezza russo, Sergej Šojgu e il ministro degli Esteri giordano si sono recati in Iran per negoziare la ritorsione. Il comandante del comando centrale degli Stati Uniti ha incontrato il capo dell'IDF per prepararsi alla ritorsione. L'esercito degli Stati Uniti ha annunciato lo schieramento di un ulteriore squadrone di F-22 Raptor dal 1º Gruppo Operativo del 1º Stormo Caccia; 4 000 marines e 12 navi sono stati schierati nella regione come parte del Carrier Strike Group 9 nel Golfo Persico e tre navi d'assalto anfibio di classe Wasp, due cacciatorpediniere e la 26a unità di spedizione marina come parte del gruppo pronto anfibio USS Wasp nel Mar Mediterraneo orientale. È stato schierato anche il Carrier Strike Group 3 comprendente la USS Abraham Lincoln (CVN-72) e un numero imprecisato di incrociatori e cacciatorpediniere insieme al Carrier Air Wing Nine, inviato dall'Oceano Pacifico.
Compagnie aeree come FlyDubai, Delta, Air India, Air Baltic, Lufthansa (incluso il marchio Austrian Airlines), ITA Airways e United Airlines hanno sospeso i loro voli verso Israele. Ai cittadini francesi è stato ordinato di lasciare l'Iran ed evitare di recarsi lì. Giappone, Nuova Zelanda, Australia, Stati Uniti, Regno Unito hanno iniziato a evacuare i propri cittadini dal Libano.
Il 3 agosto, i mercati azionari iraniani hanno registrato una perdita di investimenti di 1,1 trilioni di toman, pari a circa il 3% del valore di mercato. Un hacker israeliano ha affermato di aver rubato i dati degli ISP iraniani, mentre l'Iran ha affermato di aver condotto un attacco informatico all'aeroporto Ben Gurion.
L’Iran ha iniziato a bloccare il GPS nel proprio spazio aereo. L'IDF ha iniziato a disturbare i segnali GPS a Tel Aviv. Lo Shin Bet ha preparato un bunker per il primo ministro Benjamin Netanyahu, e all'IDF è stato ordinato di tenersi pronti a contrattaccare in caso di attacco iraniano. Il Segretario di Stato degli Stati Uniti Antony Blinken ha parlato con i ministri degli Esteri del G7, per discutere lo sforzo di allentare la tensione, il 4 agosto, e fonti hanno affermato che aveva previsto un attacco iraniano "entro le prossime 24-48 ore". Il 5 agosto, il ministro degli Esteri israeliano Israel Katz ha affermato che il suo omologo iraniano aveva inviato un messaggio al ministro degli Esteri ungherese Péter Szijjártó dicendo che intendevano attaccare Israele.